# Woodend (Victoria)
Woodend ist eine Kleinstadt im lokalen Verwaltungsgebiet (LGA) Macedon Ranges Shire des australischen Bundesstaats Victoria. Sie ist etwa 60 Kilometer nordwestlich von Melbourne gelegen. Bei einer Volkszählung im Jahre 2016 wurde die Einwohnerzahl von 3775 angegeben.
Die Stadt stellt heute ein elegantes ländliches Zentrum dar und ist ein beliebtes Tagesausflugsziel für aus Melbourne anreisende Touristen. Außerdem ist sie Ausgangspunkt für Touren in das Naherholungsgebiet rund um die unweit gelegenen 105 Meter hohen Hanging Rock.

## Geografie

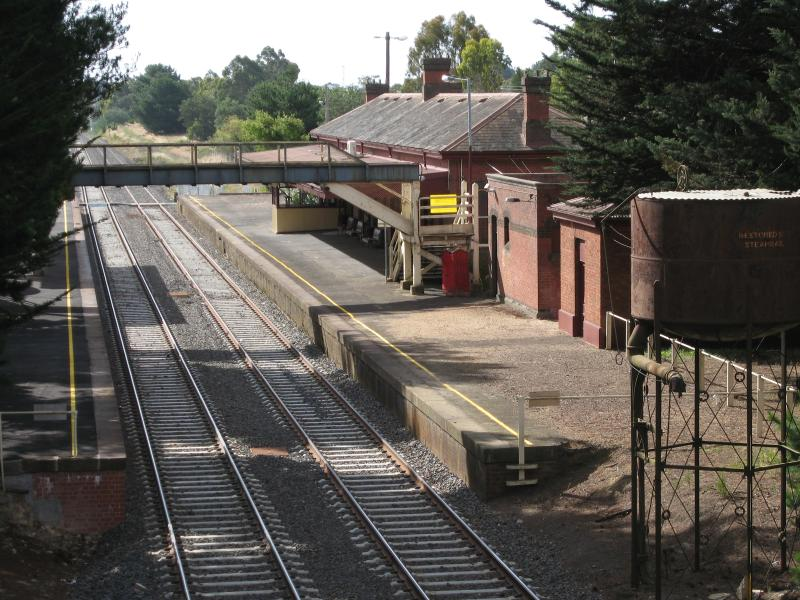
Bahnhof Woodend

Der am Calder Freeway (M79) gelegene Ort ist etwa 60 Kilometer nordwestlich von Melbourne und etwa 70 Kilometer südöstlich der einstigen Goldgräberstadt Bendigo zu finden. Die Stadt liegt an der Bendigo railway line, einer regionalen Bahnlinie, welche von Melbourne nach Bendigo führt und in Woodend einen Bahnhof besitzt.
Die Stadt ist etwa 580 m hoch gelegen und befindet sich noch in den Ausläufern der Great Dividing Range, auch Australisches Bergland genannt, wodurch Schneefälle im Gegensatz zu den meisten anderen Regionen des Kontinents keine Seltenheit sind. Durch die Stadt führt das Flüsschen Five Mile Creek, welches wenig später nordöstlich des Orts in den Campaspe River mündet.

## Geschichte

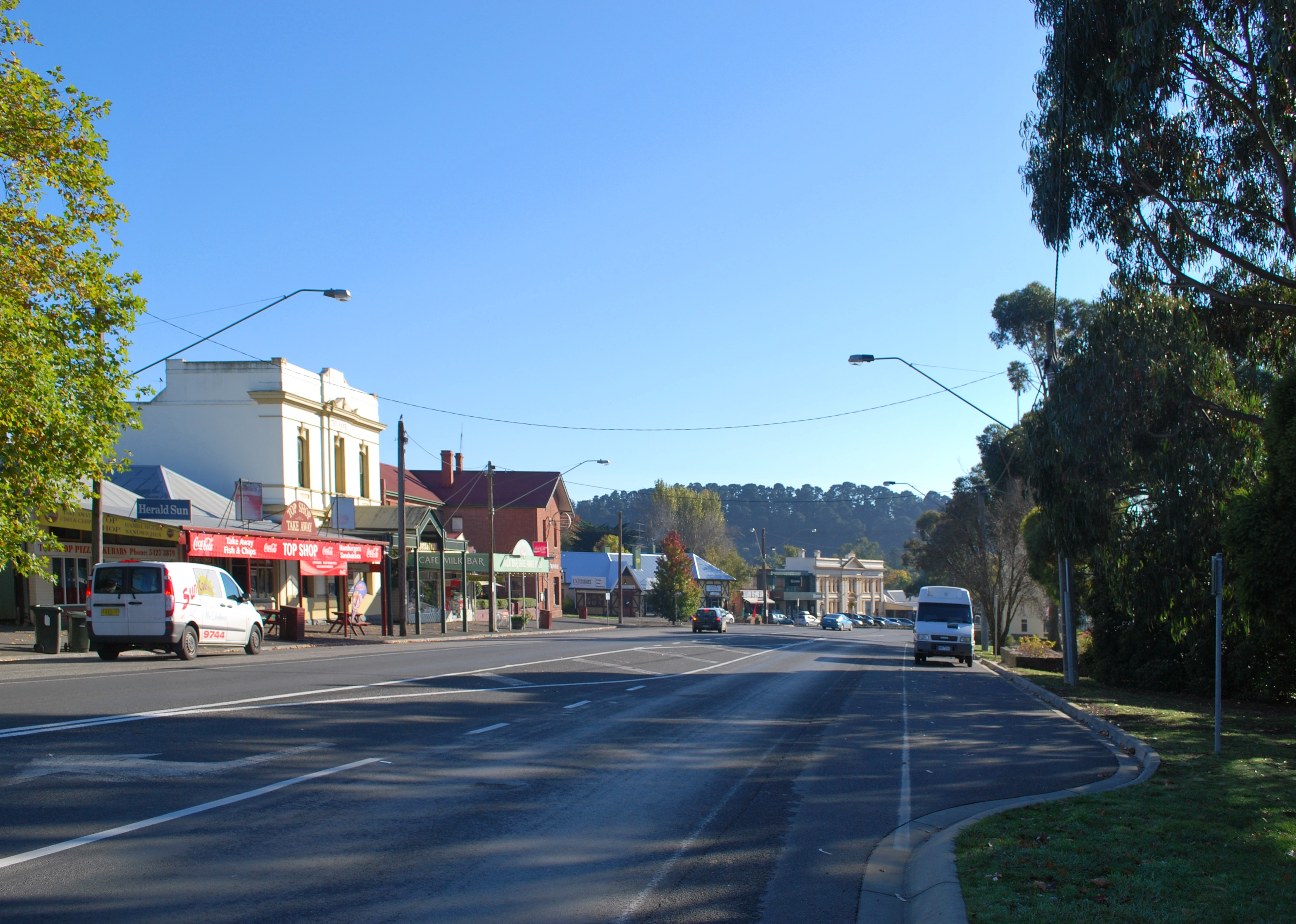
Der Boulevard an der High Street in der Stadtmitte.

Die ursprünglich vom Aborigines-Stamm der Wurundjeri besiedelte Region des Ortes wurde erstmals im Jahre 1836 durch den aus Schottland stammenden Major Thomas Mitchell vermessen und schließlich zur Ansiedlung freigegeben.
Anfang der 1850er Jahre wurde dann in der Umgebung der etwa 70 Kilometer entfernten Stadt Bendigo, damals noch Sandhurst genannt, Gold entdeckt, was zu einem Goldrausch in der Region führte. Auch in Woodend war die Auswirkungen des Goldrauschs zu spüren. Der Ort lag an der Hauptdurchgangsstraße durch den Black Forest. Den Durchreisenden zu den Goldfeldern bei Bendigo und Castlemaine wurden verschiedene Dienstleistungen angeboten, und bald wurden auch viele Goldgräber und ihre Familien beherbergt. Das führte dazu, dass hier am 20. Juli 1854 ein Postamt eröffnet wurde, das zwar noch im selben Jahre wieder schließen musste, aber knapp zwei Jahre später im November 1856 in einem anderen Gebäude des Ortes wiedereröffnet wurde.
Eine der negativen Folgen der Aktivitäten der Goldgräber war allerdings die Verunreinigung des Wassers im Five Mile Creek, was zwischenzeitlich zu einem Fischsterben in dem Flüsschen führte. Seit dem Jahre 1861 verbindet eine Eisenbahnlinie die Stadt mit Melbourne. Die örtliche Bahnstation eröffnete am 8. Juli desselben Jahres. Zwei Jahre später wurde die Eisenbahnlinie dann bis Bendigo fertiggestellt.
In den 1870er und 1880er Jahren entwickelte sich Woodend schließlich zu einem Ferienort mit Gästehäusern, Hotels, eleganten Wochenendhäusern mit großen Gärten, einem Golfclub und einer Pferderennbahn. Die Stadt stellt heute ein elegantes ländliches Zentrum dar und ist ein beliebtes Tagesausflugsziel für aus Melbourne anreisende Touristen.

## Kultur und Sehenswürdigkeiten

### Bauwerke
Historische Gebäude befinden sich in Woodend vor allem im Ortszentrum. Ein Besucherinformationszentrum informiert hier über die Sehenswürdigkeiten der Stadt und ihre Umgebung. An den Außenwänden des Einkaufszentrums 19th Hole sind historische Darstellungen aus der Geschichte des Ortes zu finden.
Eines der ältesten Bauwerke ist die Anglikanische Kirche St Mary's. Das im gotischen Stil errichtete Bauwerk entstand im Jahre 1864. Ihre Fenster entstammen der Werkstatt von William Montgomery (1850–1927). Montgomery war einst Präsident der Victorian Artists Society, einer australischen Künstlervereinigung mit Sitz in Melbourne.
Das historische Gerichtsgebäude der Stadt in der Forest Street stammt aus dem Jahre 1870. Weitere markante Bauwerke der Stadt sind unter anderem die katholische Kirche St. Ambros, die Kirche der Uniting Church in Australia und der 1928 fertiggestellte Glockenturm des Denkmals zu Ehren der im Ersten Weltkriegen gefallenen Einwohner der Stadt.
Die den Five Mile Creek überspannende Woodend Bridge entstand bereits im Jahre 1862 aus Blaustein. Das gut erhaltene Bauwerk gilt als repräsentatives Beispiel der in jener Zeit zahlreich entstandenen Brücken dieser Art auf den Verkehrswegen zu den Goldfeldern. Bemerkenswert ist dabei ihr ungewöhnlich flach gehaltener Bogen.
In der High Street findet man das markante Gebäude des Woodend Mechanics’ Institute. Entworfen wurde es vom Schweizer Architekten L. Boldini und im Jahre 1893 fertig gestellt. Ebenfalls von Boldini stammt das Braemar House. Das ursprünglich als Sanatorium entworfene Gebäude ist etwa 5 Kilometer östlich des Ortszentrums zu finden und entstand in den Jahren 1889 und 1890. Sehenswert ist auch das aus dem Jahre 1905 stammende Postamt. Das von roten Ziegeln geprägte Gebäude wurde nach einem Entwurf von H. J. Mackenna errichtet.
In der Tylden Road in unmittelbarer Nähe des Bahnhofs befindet sich mit dem Insectarium of Victoria eine weitere Sehenswürdigkeit. Es ist eine der größten privaten Bildungseinrichtungen für Insekten in Australien. Es wurde im Jahre 1993 eröffnet und zieht seither zahlreiche Besucher an.

### Weitere Sehenswürdigkeiten

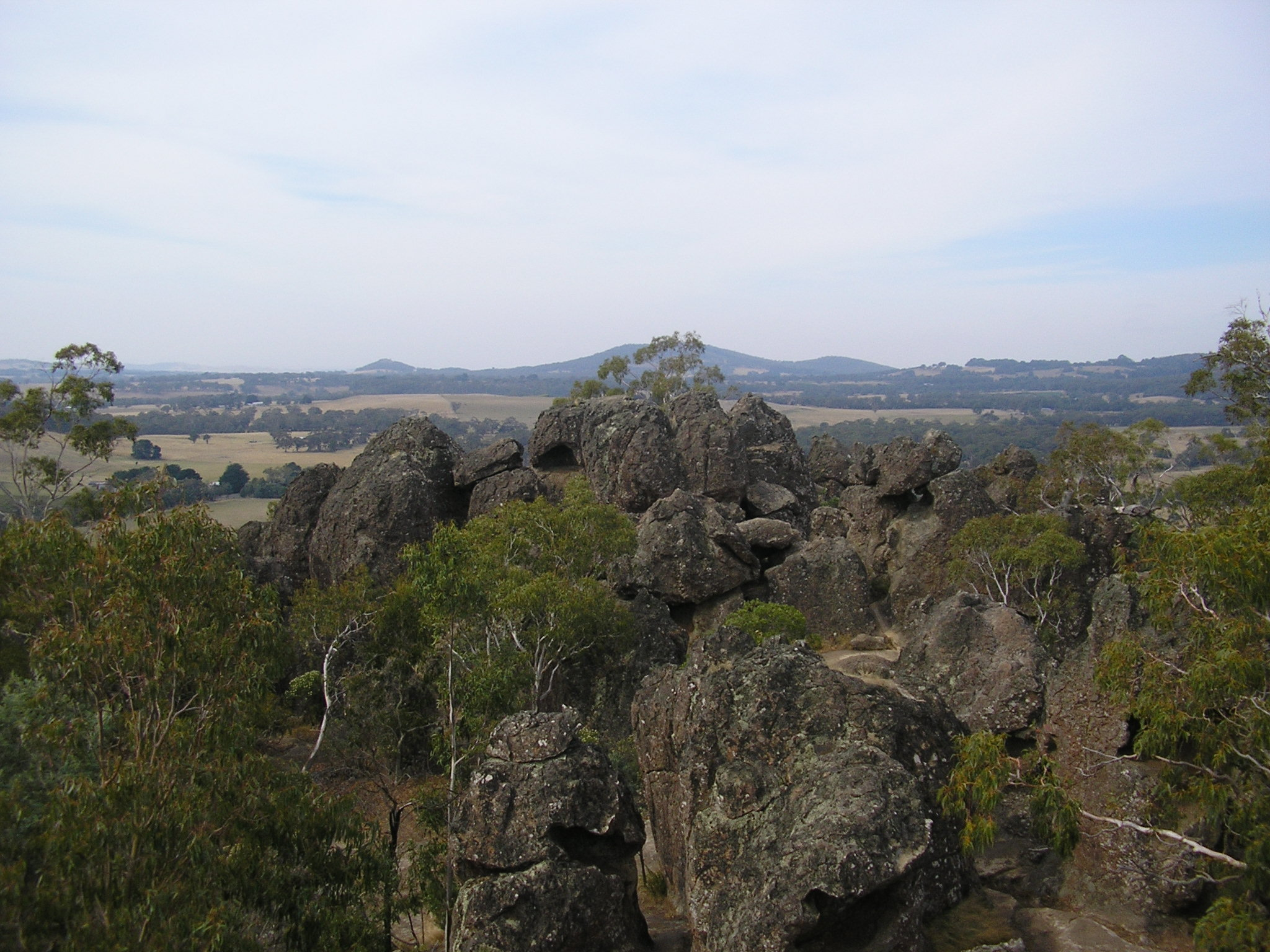
Hanging Rock

Im Zentrum der Stadt ist der Woodend Children's Park zu finden. Der im Oktober 2009 eröffnete Park ist inzwischen ein beliebter Treffpunkt. Weitere zur Erholung dienende Areale in der Stadt sind unter anderem der Campaspe Park und der Ruby Mckenzie Park.
Nahe der Stadt ist der 105 Meter hohe Hanging Rock gelegen, eine Felsformation aus seltenem Vulkangestein. Das mit Höhenwanderwegen versehene Gebiet wird zur Naherholung genutzt und ist ein beliebtes Touristenziel. Bekannt wurde der Hanging Rock vor allem durch den Kriminalroman Picnic at Hanging Rock der australischen Schriftstellerin Joan Lindsay (1896–1984). Das Buch wurde 1975 verfilmt und war einer der ersten australischen Filme, welcher internationale Bekanntheit erlangte. Er hatte in Deutschland mit dem Titel Picknick am Valentinstag am 24. Juli 1977 Premiere und gilt heute als Klassiker.
In den Dörfern der Region sind weiters mehrere Weingüter zu finden, von deren Hängen man ebenfalls einen guten Blick über die sie umgebende Landschaft hat.

### Sport
Größter Sportverein der Stadt ist der Woodend Junior Football Netball Club. Derzeit sind hier 11. Junior-Teams für Jungs und Mädchen aktiv (Stand 2018). In der Davy Street ist der Golfplatz des Woodend Golf Club zu finden. Das Areal befindet sich an den Hängen eines erloschenen Vulkans, von denen man einen guten Ausblick über die Umgebung hat.
Außerdem gibt es mehrere Mountainbike-Strecken in der Umgebung, unter anderem im Wombat State Forest und auch auf dem Mount Macedon. Unterhalten werden die meisten Strecken vom lokalen Wombat MTB Club, der hier auch Veranstaltungen und Fahrradtouren arrangiert.

### Regelmäßige Veranstaltungen
Das Woodend Winter Arts Festival findet am Queen's Birthday-Wochenende im Juni statt. Dabei handelt es sich um eine Veranstaltung, bei der sich Kunsthandwerker aus ganz Australien treffen. Im Juni 2018 fand es bereits zum 14. Mal statt. Eine weitere lokale Veranstaltung ist der jährliche Melbourne Autumn Day (MAD). Dieser wird in Woodend vom Melbourne Bicycle Touring Club ausgetragen.

## Persönlichkeiten
- Chris Wheeler (1914–1984), Radrennfahrer